# Dalsvallen

Dalsvallen i Härjedalen består av gamla timmerarbetarbostäder som numera tjänar som ett centrum för områdets fiske och naturliv. Det är beläget vid södra foten av Sånfjällets nationalpark i Råndens dalgång.